# McClusky (Észak-Dakota)
McClusky település az Amerikai Egyesült Államok Észak-Dakota államában, Sheridan megyében, melynek megyeszékhelye is. Lakosainak száma 322 fő (2020. április 1.).

## Népesség
A település népességének változása:

| 2010 | 380 |
| 2020 | 322 |